# Aeródromo de Palo Arco
El aeródromo de Palo Arco (OACI: MRPA) es un aeródromo público costarricense que sirve al cantón de Nandayure en la provincia de Guanacaste. El aeródromo está ubicado en una zona densamente boscosa al oeste de la ruta 162 al norte del pueblo de San Francisco de Coyote.
En todos los cuadrantes del aeródromo, el terreno está en inclinación rodeado de bosques. 
El aeródromo tiene una sola pista de aterrizaje, de asfalto, que mide 1.110 metros en longitud.